# HD260858
HD260858 — хімічно пекулярна зоря спектрального класу
B6 й має видиму зоряну величину в смузі V приблизно  9,1.

## Пекулярний хімічний вміст
Зоряна атмосфера HD260858 має підвищений вміст 
He
.